# Maja Vojnović
Maja Vojnović (Novo Mesto, 1998. január 26. –) szlovén válogatott kézilabdázó, kapus, jelenleg az RK Krim játékosa.

## Pályafutása
Maja Vojnović Novo Mesto városában született és itt kezdte a kézilabda pályafutását is 9 évesen, a KRKA Novo Mesto játékosa volt 2018-ig. 2018-ban elfogadta Szlovénia legjobb klubjának ajánlatát, a Krim Ljubljanához írt alá 3 évre. 2021. májusában hivatalossá vált, hogy a Siófok KC kapusa lesz. Részt vehetett a 2024-es párizsi olimpián.